# 金得九
金得九（韓語：김득구，1955年1月8日—1982年11月18日），生於韓國江原道，韓國拳擊手。他在與美國輕量級拳王雷·曼奇尼的比賽過程中，遭擊倒，意外身亡。因為這個悲劇，讓世界拳击理事会宣布更改拳擊規則，更加重視選手的人身安全。